# Sagallos
Sagallos es una localidad española del municipio de Manzanal de Arriba, en la comarca de La Carballeda, dentro de la provincia de Zamora.

## Geografía
Se encuentra situada en la comarca de La Carballeda, en el corazón de la sierra de la Culebra, reserva regional de caza desde 1973, donde habita en libertad una de las mayores poblaciones de lobo de Europa Occidental y una rica fauna entre la que destacan el jabalí y el ciervo, del que se pueden contemplar los más espectaculares ejemplares en estado salvaje.

## Historia
En la Edad Media, Sagallos quedó integrado en el Reino de León, cuyos monarcas acometieron la repoblación del oeste zamorano.
Durante la Edad Moderna, Sagallos estuvo integrado en el partido de Mombuey de la provincia de Zamora, quedando encuadrado, al reestructurarse las provincias y crearse las actuales en 1833, dentro de la provincia de Zamora y la Región Leonesa, pasando a formar parte en 1834 del partido judicial de Puebla de Sanabria.
Finalmente, en torno a 1850 Sagallos se integró en el municipio de Folgoso de la Carballeda, renombrado en torno a 1900 como Manzanal de Arriba al trasladarse la capital del municipio a Manzanal.

## Demografía
| Gráfica de evolución demográfica de Sagallos entre 2000 y 2020                           |
|                                                                                          |
| Fuente: Instituto Nacional de Estadística de España - Elaboración gráfica por Wikipedia. |

## Fiestas
Su fiesta grande es el día 6 de agosto, "San Salvador", donde se reúnen las gentes del lugar. Actualmente tiene una asociación cultural "Amigos de Sagallos", la cual organiza actividades durante todo el año, entre ellas las "Jornadas Gastronómicas", donde mensualmente se reúnen para degustar el plato del mes.

## Patrimonio
- Iglesia de San Salvador
- Fuentes naturales
- Lagares